# Königsast
Königsast ist Synonym für die aus Rumänien stammende Weißweinsorte Fetească Regală. 

## Herkunft
Je nach Quellenangabe soll es sich entweder um eine Kreuzung zwischen einem Muskateller x (Silvaner x Riesling) oder zwischen Sauvignon Blanc x Welschriesling handeln. Am wahrscheinlichsten ist jedoch eine vielleicht natürliche Kreuzung der Sorten Kövérszőlő (Muttersorte) x Fetească Albă (Vatersorte), die im Jahr 1930 entdeckt wurde.

## Vorkommen
Kleine Anlagen mit Königsast gibt es in der Thermenregion südlich von Wien, sowie im Miniș östlich von Arad.
Siehe auch die Artikel Weinbau in der Republik Moldau, Weinbau in Ungarn, Weinbau in Rumänien, Weinbau in der Ukraine und Weinbau in Österreich sowie die Liste von Rebsorten.

## Andere Bezeichnungen
Danasana, Danesana, Danosi, Danosi Leányka, Dunesdorfer Königsäst, Dunnesdiorfer, Erdei Sarga, Fetească Corolevscaia, Fetească de Danes, Fetească Korolevskaia, Fetească muscatnaia, Fetească Muskatnaia, Fetească Regală, Fetească Regola, Galbena de Ardeal, Királyleányka, Königliche Mädchentraube, Weißer Kölner